# Parque nacional Río Negro-Sopladora
El parque nacional Río Negro-Sopladora (PNRNS) es una zona de Ecuador dominada por ecosistemas de páramo, bosques andinos y humedales prístinos que albergan una gran riqueza de especies de flora y fauna. El PNRNS se encuentra entre las parroquias de Amaluza (cantón Sevilla de Oro, Azuay) y Copal (cantón Santiago de Méndez, Morona Santiago). Cuenta con una superficie de 30 616,28 ha y se extiende entre los 800 y 3902 m s. n. m. Esta área pasa a ser la número 55 del SNAP, con un registro de 546 especies, entre plantas, aves, anfibios, reptiles y mamíferos, según la evaluación biológica realizada en 2017 por varios investigadores.
Esta área de conservación es un punto clave para la conservación de la biodiversidad pues posee ecosistemas casi intactos y además proporciona conectividad hacia áreas protegidas adyacentes, ya que forma parte del Corredor de Conservación Sangay-Podocarpus; que encuentra ubicado en el Corredor Cóndor Kutukú-Palanda, una de las cuatro áreas núcleo del corredor de conservación, primer corredor de conectividad en Ecuador.

## Características biológicas

### Ecosistemas y cobertura vegetal
El parque conserva bosques andinos y ecosistemas de páramo. Los bosques andinos dentro del área de conservación es el ecosistema predominante, cubren aproximadamente el 63.7 % y presenta subtipos denominados Bosque Siempreverde Montano Alto del Sur de la Cordillera Oriental de los Andes, Bosque Siempreverde Montano del Sur de la Cordillera Oriental de los Andes, Bosque Siempreverde Montano Bajo del Sur de la Cordillera Oriental de los Andes y Bosque Siempreverde Piemontano del Sur de la Cordillera Oriental de los Andes.
Los páramos son ecosistemas que se encunetran situados en zonas de mayor altitud, ocupan el 35.5 % de la superficie, dentro del área se identifican dos subtipos, el Herbazal de Páramo y Arbustal Siempreverde, ambos forman un mosaico florístico.

### Flora
En el PNRNS se han registrado 344 especies de plantas vasculares; 23 de ellas se catalogan como endémicas del país, 9 de estas tienen poblaciones Vulnerables en todo el país, tres están En Peligro y cuatro están Casi Amenazadas, es decir el 74 % de las especies se encuentran en algún tipo de categoría de amenaza. La gran variedad de hábitats y condiciones bióticas y abióticas, favorecen la diversidad y representan un refugio para las especies florísticas. Sólo el 7 % de las plantas que se han contabilizado en el parque son endémicas
Entre las especies que figuran dentro del parque, se registran a Podocarpus oleifolius, Fuchsia loxensis; Stilpnophyllum oellgaardii de distribución restringida, Weinmannia costulata; Brugmansia arborea, Macrocarpaea revoluta, especies reportadas por primera vez en la provincia de Morono Santiago. Otras especies que se han indentificado son Hedyiosmum cumbalense, Cedrela montana, Valeriana microphylla que son de interés para el hombre.

### Fauna

#### Aves
Dentro del área protegida existen alrededor de 136 especies. 7 son endémicas y 9 se encuentran en algún tipo de amenaza. Entre las especies endémicas que se pueden destacar son el Autillo Canelo (Megascops petersoni), Jacamar Pechicobrizo (Galbula pastazae), Gralarita Carilunada (Grallaricula lineifrons), Tapaculo de Chusquea (Scytalopus parkeri), Colicardo Murino (Asthenes griseomurina), Frutero Pechinegro (Pipreola lubomirskii), Quinero Dorsinegro (Urothraupis stolzmanni).

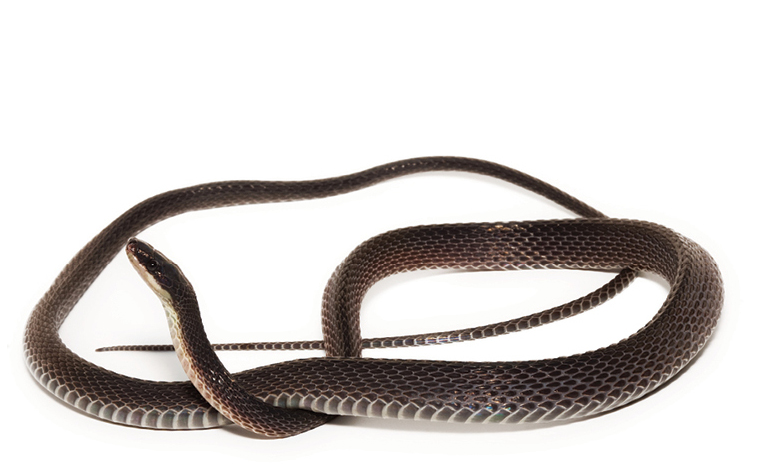
Synophis zamora, es una especie la cual se distribuye en las estribaciones amazónicas de los Andes al sureste de Ecuador, de donde es endémica.

#### Herpetofauna
Se registraron 23 especies de anfibios y reptiles. Un total de 15 especies son endémicas, 9 presentan algún tipo de amenaza y 7 son endémicas y amenazadas. Entre las especies de anfibios y reptiles registrados dentro del PNRNS están Cutín de Lomo Manchado (Pristimantis balionotus), Salamanquesa Pestañuda Oriental (Lepidoblepharis festae), Teiido de Buckley (Alopoglossus buckleyi), Anolis de Fitch (Anolis fitchi), Serpiente Pescadora de Zamora (Synophis zamora).

#### Mamíferos
En el Parque se identifican un total de 43 especies. Tres son endémicos, tres son consideradas especies raras, nueve especies tienen alguna categoría de amenaza. Nueve especies registradas son raros o no comunes, y de dos de ellas no se conoce acerca de su abundancia a nivel regional. El área protegida es considerada como un refugio para especies poco frecuentes y mamíferos grandes. Entre las especies se sitúan la Musaraña Montana (Cryptotis montivaus), Ratón Marsupial (Caenolestes sangay), Conejo Andino (Sylvilagus andinus), Oso Andino (Tremarctos ornatus), Tapir Andino (Tapirus pinchaque), Venado de Cola Blanca Andino (Odocoileus ustus), Tigrillo Chico (Leopardus tigrinus), Pecarí de Labio Blanco (Tayassu pecari), puma (Puma concolor), cuchucho andino (Nasuella olivacea), guanta andina (Cuniculus taczanouskii).